# Ranking FIFA da CONMEBOL
O Ranking FIFA da CONMEBOL é um sistema que classifica as 10 seleções nacionais filiadas à Confederação Sul-americana de Futebol (CONMEBOL), de acordo com suas respectivas classificações no Ranking Mundial da FIFA.

## Primeiro ranking
O primeiro ranking da FIFA foi divulgado em 31 de dezembro de 1992 e levou em conta os oito melhores resultados de cada equipe nos últimos 12 meses. A primeira seleção a liderar o ranking FIFA da CONMEBOL foi a Seleção Brasileira.
Estas foram as 10 primeiras colocações do primeiro ranking da CONMEBOL elaborado pela FIFA.
| Posição Mundial | Posição Regional | Seleção   |
| --------------- | ---------------- | --------- |
| 3º              | 1º               | Brasil    |
| 10º             | 2º               | Argentina |
| 16º             | 3º               | Uruguai   |
| 35º             | 4º               | Colômbia  |
| 47º             | 5º               | Chile     |
| 65º             | 6º               | Equador   |
| 68º             | 7º               | Paraguai  |
| 78º             | 8º               | Peru      |
| 87º             | 9º               | Bolívia   |
| 125º            | 10º              | Venezuela |

## Ranking
Atualizado no dia 18 de julho de 2024 - Próxima Atualização do Ranking: 18 de setembro de 2024
| Posição Mundial | Posição Regional | Seleção   | Pontos  |
| --------------- | ---------------- | --------- | ------- |
| 1º              | 1º               | Argentina | 1901.48 |
| 5º              | 2º               | Brasil    | 1785.61 |
| 12º             | 3º               | Colômbia  | 1727.32 |
| 11º             | 4º               | Uruguai   | 1713.15 |
| 27º             | 5º               | Equador   | 1530.44 |
| 37º             | 6º               | Venezuela | 1501.46 |
| 42º             | 7º               | Peru      | 1489.68 |
| 43º             | 8º               | Chile     | 1489.5  |
| 62º             | 9º               | Paraguai  | 1430.73 |
| 89º             | 10º              | Bolívia   | 1258.56 |

## Equipe do ano da CONMEBOL
Equipe do ano é o título concedido à seleção sul-americana que fecha o ano na primeira colocação do ranking regional, por vezes obtendo esse mesmo desempenho ao longo do período. A tabela abaixo relaciona as três primeiras posições de fechamento em cada ano.
| Ano  | Primeiro  | Segundo   | Terceiro  |
| ---- | --------- | --------- | --------- |
| 1993 | Brasil    | Argentina | Uruguai   |
| 1994 | Brasil    | Argentina | Colômbia  |
| 1995 | Brasil    | Argentina | Colômbia  |
| 1996 | Brasil    | Colômbia  | Argentina |
| 1997 | Brasil    | Colômbia  | Chile     |
| 1998 | Brasil    | Argentina | Chile     |
| 1999 | Brasil    | Argentina | Paraguai  |
| 2000 | Brasil    | Argentina | Paraguai  |
| 2001 | Argentina | Brasil    | Colômbia  |
| 2002 | Brasil    | Argentina | Paraguai  |
| 2003 | Brasil    | Argentina | Uruguai   |
| 2004 | Brasil    | Argentina | Uruguai   |
| 2005 | Brasil    | Argentina | Uruguai   |
| 2006 | Brasil    | Argentina | Uruguai   |
| 2007 | Argentina | Brasil    | Colômbia  |
| 2008 | Brasil    | Argentina | Paraguai  |
| 2009 | Brasil    | Argentina | Chile     |
| 2010 | Brasil    | Argentina | Uruguai   |
| 2011 | Uruguai   | Brasil    | Argentina |
| 2012 | Argentina | Colômbia  | Equador   |
| 2013 | Argentina | Colômbia  | Uruguai   |
| 2014 | Argentina | Colômbia  | Brasil    |
| 2015 | Argentina | Chile     | Brasil    |
| 2016 | Argentina | Brasil    | Chile     |
| 2017 | Brasil    | Argentina | Chile     |
| 2018 | Brasil    | Uruguai   | Argentina |
| 2019 | Brasil    | Uruguai   | Argentina |
| 2020 | Brasil    | Argentina | Uruguai   |
| 2021 | Brasil    | Argentina | Colômbia  |
| 2022 | Brasil    | Argentina | Uruguai   |
| 2023 | Argentina | Brasil    | Uruguai   |

### Desempenho por país
| Seleção   | Primeiro | Segundo | Terceiro                                                         |
| --------- | --- | --- | ---------------------------------------------------------------- |
| Brasil    | 22 (1993, 1994, 1995, 1996, 1997, 1998, 1999, 2000, 2002, 2003, 2004, 2005, 2006, 2008, 2009, 2010, 2017, 2018, 2019, 2020, 2021 e 2022) | 5 (2001, 2007, 2011, 2016 e 2023)                                                                               | 2 (2014 e 2015)                                                  |
| Argentina | 8 (2001, 2007, 2012, 2013, 2014, 2015, 2016, 2023)                                                                                       | 18 (1993, 1994, 1995, 1998, 1999, 2000, 2002, 2003, 2004, 2005, 2006, 2008, 2009, 2010, 2017, 2020, 201 e 2022) | 4 (1996, 2011, 2018 e 2019)                                      |
| Uruguai   | 1 (2011) | 2 (2018 e 2019)                                                                                                 | 10 (1993, 2003, 2004, 2005, 2006, 2010, 2013, 2020, 2022 e 2023) |
| Colômbia  | 0 | 5 (1996, 1997, 2012, 2013 e 2014)                                                                               | 5 (1994, 1995, 2001, 2007 e 2021)                                |
| Chile     | 0 | 1 (2015) | 5 (1997, 1998, 2009, 2016 e 2017)                                |
| Paraguai  | 0 | 0 | 4 (1999, 2000, 2002 e 2008)                                      |
| Equador   | 0 | 0 | 1 (2012)                                                         |